# میکیتا کامنیوکا
میکیتا کامنیوکا (اوکراینی: Микита Олександрович Каменюка؛ زادهٔ ۳ ژوئن ۱۹۸۵) بازیکن فوتبال اهل اوکراین است.
از باشگاه‌هایی که در آن بازی کرده‌است می‌توان به باشگاه فوتبال ماریوپول و باشگاه فوتبال زوریا لوهانسک اشاره کرد.
وی همچنین در تیم ملی فوتبال اوکراین بازی کرده‌است.